# Wunstorf
Wunstorf – miasto w Niemczech, w kraju związkowym Dolna Saksonia, w związku komunalnym Region Hanower. W 2008 miasto liczyło 41 332 mieszkańców.

## Współpraca
- gmina Choszczno
- Flers, Francja
- Wolmirstedt Saksonia-Anhalt